# Енергоринок (підприємство)
«Енергори́нок» — державне підприємство, утворене державою в особі Кабінету Міністрів України і є Стороною Договору між членами Гуртового ринку електричної енергії України (ДЧОРЕ). Енергори́нок є гуртовим покупцем всієї виробленої в Україні електроенергії та її продавцем енергопостачальним компаніям. Всі генеруючі компанії продають електроенергію гуртовому покупцю (Енергори́нок), а він, по середній ціні, реалізує її енергопостачальним компаніям (обленерго). Головною метою утворення підприємства є оптимізація та вдосконалення механізмів організації Гуртового ринку електричної енергії України (ОРЕ) та поліпшення стану розрахунків за електричну енергію, продану-куплену на ОРЕ.

## Функції
На ДП «Енергоринок» згідно з Законами України «Про електроенергетику» [Архівовано 18 березня 2022 у Wayback Machine.] та «Про заходи, спрямовані на забезпечення сталого функціонування підприємств паливно-енергетичного комплексу» [Архівовано 1 вересня 2018 у Wayback Machine.], ліцензії НКРЕ, Статуту [Архівовано 1 березня 2012 у Wayback Machine.] та ДЧОРЕ покладені функції:
- Гуртового постачальника електричної енергії;
- Розпорядника системи розрахунків;
- Розпорядника коштів ОРЕ;
- Секретаріату Ради ОРЕ;
- Головного Оператора системи комерційного обліку електричної енергії;
- Сторони ДЧОРЕ, яка відповідає за підтримку Системи забезпечення функціонування ОРЕ;
- Розрахункового центру.

Крім цього, важливими напрямами діяльності ДП «Енергоринок» є розроблення пропозицій щодо вдосконалення нормативно-правової бази функціонування ОРЕ; встановлення, підтримання та удосконалення договірних відносин з членами ОРЕ щодо купівлі-продажу електричної енергії; укладення міжнародних договорів щодо забезпечення паралельної роботи ОЕС України з енергосистемами суміжних країн та участь у забезпеченні зовнішньоекономічних відносин з енергосистемами суміжних країн; здійснення експортно-імпортних операцій з електричною енергію з дотриманням норм та процедур митного законодавства; юридичне супроводження діяльності гуртового постачальника електричної енергії.

## ОРЕ
Гуртовий ринок електричної енергії України — ринок, що створюється суб'єктами господарської діяльності для купівлі-продажу електричної енергії на підставі договору (ст. 1 Закону України від 16.10.1997 № 575/97-ВР «Про електроенергетику» [Архівовано 18 березня 2022 у Wayback Machine.]).

## Прозорість
Основними організаційними принципами, реалізованими в діючій моделі Гурттового ринку електричної енергії України — є самоврядування, яке забезпечується діяльністю представницького органу членів Гуртового ринку — Ради ОРЕ, та прозорість (додаток 4 до протоколу засідання Ради ОРЕ від 17.11.2006 № 17) [Архівовано 7 березня 2016 у Wayback Machine.], яка забезпечується гуртовим постачальником в усіх здійснюваних ним операціях.